# Charles Nollet

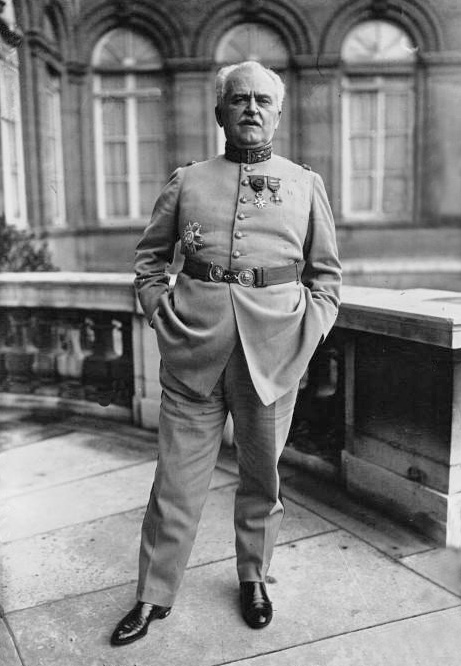
Kriegsminister Charles Nollet (1924)

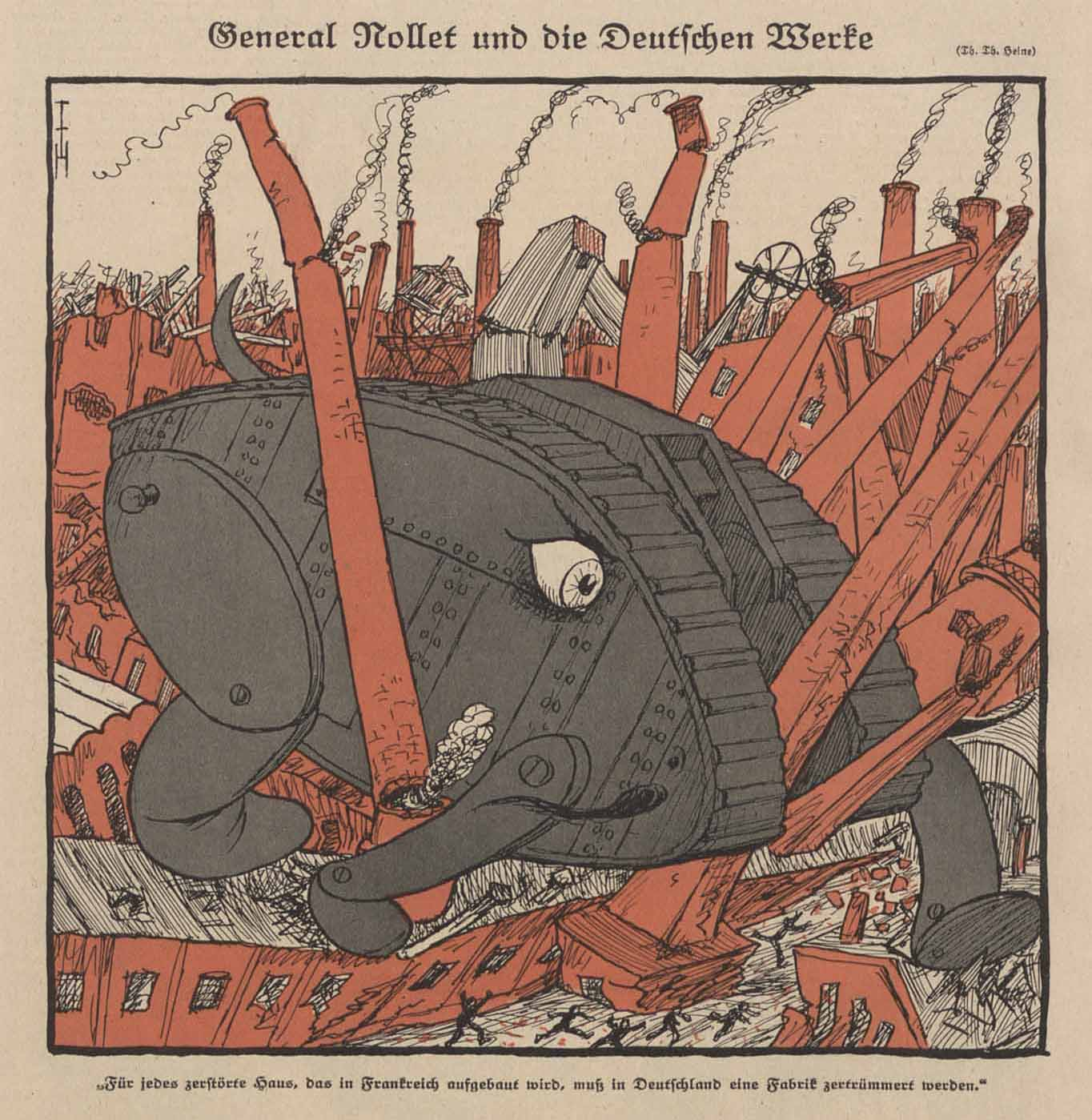
Karikatur von Thomas Theodor Heine (1921)

Charles Marie Edouard Nollet (* 28. Januar 1865 in Marseille; † 28. Januar 1941 im Département Puy-de-Dôme) war ein französischer General und Vorsitzender der Interalliierten Kontrollkommission (IMKK) von 1919 bis 1924 sowie französischer Kriegsminister (1924–1925).

## Leben
Nollet trat 1884 in die französische Armee ein. 1902 fungierte er als Ausbilder an einer Kriegsschule.
Zu Beginn des Ersten Weltkrieges 1914 kommandierte er an der Westfront als Brigade-General die 48. Infanteriebrigade. Am 14. Juni 1915 übernahm er das Kommando über die 129. Division in den Vogesen. Ab 31. Dezember 1915 führte er die 66. Division, welche die Kämpfe am Hartmannswillerkopf führte. Am 12. Mai 1916 wurde Nollet Kommandierender General des XII. Armeekorps im Raum südwestlich von Reims. Er wurde noch 1916 zum Divisionsgeneral befördert und kommandierte zwischen 4. März 1917 über das Kriegsende hinaus bis zum 11. Februar 1919 das XXXVI. Armeekorps. Seit 16. Juni 1917 war sein Großverband der 1. Armee unterstellt, seine Truppen verblieben bis zur deutschen Frühjahrsoffensive 1918 im Stellungskrieg im nördlichen Flandern. Ende März griffen seine nach Amiens verlegten Verbände in die Schlacht an der Avre ein. Bereits Ende April wieder in Flandern eingesetzt, rang sein Korps während der Schlacht an der Lys bei Bailleul. Im September 1918 verfolgte seine Truppen die zurückgehenden Deutschen nach St. Quentin und erreichten nach der zweiten Schlacht von Guise die alte Landesgrenze.
Nach dem Krieg übernahm er am 11. Februar 1919 die Führung des I. Armeekorps im besetzten Elsass. Anfang August 1919 bestellte man Nollet bis 1924 zum Vorsitzenden der Interalliierten Kontrollkommission in den besetzten deutschen Gebieten. Bereits ab 1921 war er Mitglied des Obersten Kriegsrates bis 1930, wobei er für knapp ein Jahr französischer Kriegsminister (1924–1925) war.
Am 22. Dezember 1925 wurde Nollet mit dem Großkreuz der Ehrenlegion (G. C. LH) ausgezeichnet und von 1934 bis 1940 bekleidete er den Posten des Großkanzlers der Ehrenlegion.